# Joseph Sargent
Pour les articles homonymes, voir Sargent.
Joseph Daniel Sargent (né Giuseppe Danielle Sorgente) est un réalisateur, producteur et acteur américain, né le 22 juillet 1925 à Jersey City (New Jersey, États-Unis) et mort le 22 décembre 2014 à Malibu (Californie, États-Unis).

## Filmographie

### Comme réalisateur

#### Cinéma
- 1959 : Street-Fighter
- 1966 : L'Espion au chapeau vert (The Spy in the Green Hat)
- 1966 : Un espion de trop (1966) (One Spy Too Many)
- 1968 : Tous les héros sont morts (The Hell with Heroes)
- 1970 : Le Cerveau d'acier (Colossus: The Forbin Project)
- 1972 : The Man (en)
- 1973 : Les Bootleggers (White Lightning)
- 1974 : Les Pirates du métro (The Taking of Pelham One Two Three)
- 1977 : MacArthur, le général rebelle (MacArthur)
- 1979 : De l'or au bout de la piste (Goldengirl)
- 1980 : Coast to Coast
- 1983 : En plein cauchemar (Nightmares)
- 1987 : Les Dents de la mer 4 (Jaws: The Revenge)

#### Télévision
- 1954 : Lassie ("Lassie") (série TV)
- 1962-1965 : Gunsmoke (série TV)
- 1966 : Gallegher (série TV)
- 1967 : Les Envahisseurs (série TV) [1]
- 1967 : Commando Garrison ("Garrison's Gorillas") (série TV)
- 1968 : Opération vol ("It Takes a Thief") (série TV)
- 1968 : Dernière mission à l'Est (The Sunshine Patriot) (TV)
- 1969 : L'Immortel (The Immortal) (TV)
- 1970 : Le soldat qui déclara la paix (en)[2] (Tribes) (TV)
- 1971 : Maybe I'll Come Home in the Spring (TV)
- 1971 : Longstreet (TV)
- 1972 : Man on a String (TV)
- 1973 : The Marcus-Nelson Murders (TV)
- 1973 : The Man Who Died Twice (TV)
- 1973 : Wheeler and Murdoch (TV)
- 1973 : Sunshine (TV)
- 1975 : Racolage (Hustling) (TV)
- 1975 : Friendly Persuasion (TV)
- 1975 : La Nuit qui terrifia l'Amérique (The Night That Panicked America) (TV)
- 1980 : Amber Waves (TV)
- 1980 : Sursis pour l'orchestre (Playing for Time) (TV)
- 1981 : Freedom (TV)
- 1982 : Tomorrow's Child (TV)
- 1983 : Memorial Day (en) (TV)
- 1983 : Choices of the Heart (TV)
- 1984 : Terrible Joe Moran (TV)
- 1984 : Sunday Night Live (TV)
- 1985 : Space (en) (feuilleton TV)
- 1985 : Love Is Never Silent (en)  (TV)
- 1986 : Le piège de l'orchidée (TV)
- 1986 : Une vie de star (There Must Be a Pony) (TV)
- 1986 : Of Pure Blood (TV)
- 1989 : The Karen Carpenter Story (TV)
- 1989 : Day One (TV)
- 1990 : The Incident (en) (TV)
- 1990 : L'Héritière suspecte (Caroline?) (TV)
- 1990 : Chasseurs d'ivoire (Ivory Hunters) (TV)
- 1990 : The Love She Sought (TV)
- 1991 : Pour que l'on n'oublie jamais (en) (Never Forget) (TV)
- 1992 : Miss Rose White (TV)
- 1992 : Striptease infernal (Somebody's Daughter) (TV)
- 1993 : Le Combat de Sarah (Skylark) (TV)
- 1994 : La Bible: Abraham (Abraham) (TV)
- 1994 : World War II: When Lions Roared (TV)
- 1995 : My Antonia (TV)
- 1995 : Lonesome Dove : Le Crépuscule (Streets of Laredo) (feuilleton TV)
- 1997 : Mandela and de Klerk (TV)
- 1997 : La Couleur du sang (Miss Evers' Boys) (TV)
- 1998 : Le Train de l'enfer (The Long Island Incident) (TV)
- 1998 : The Wall (en) (TV)
- 1998 : Crime et Châtiment (Crime and Punishment) (TV)
- 1999 : A Lesson Before Dying (téléfilm)
- 2000 : Vola Sciusciù (TV)
- 2000 : For Love or Country: The Arturo Sandoval Story (TV)
- 2001 : Bojangles (TV)
- 2002 : Salem Witch Trials (TV)
- 2003 : Out of the Ashes (en) (TV)
- 2004 : La Création de Dieu (Something the Lord Made) (TV)
- 2005 : Warm Springs (TV)
- 2008 : Un cœur à l'écoute (Sweet Nothing in My Ear) (TV)

### comme acteur
- 1953 : Tant qu'il y aura des hommes (From Here to Eternity) de Fred Zinnemann : Bit part
- 1958 : Kathy O' : Mike
- 1959 : Al Capone de Richard Wilson : Bob Buell, Asst. District Attorney Dade County Florida
- 1960 : La Mafia (Pay or Die) : Officier Sargente
- 1967 : Tobrouk, commando pour l'enfer (Tobruk)
- 1990 : L'Héritière suspecte (Caroline?) (TV)
- 1990 : Chasseurs d'ivoire (Ivory Hunters) (TV) : Andy
- 1990 : The Love She Sought (TV) : Garvey

### comme producteur
- 1971 : Maybe I'll Come Home in the Spring (TV)
- 1971 : Longstreet (TV)
- 1973 : Wheeler and Murdoch (TV)
- 1975 : Friendly Persuasion (TV)
- 1975 : La Nuit qui terrifia l'Amérique (The Night That Panicked America) (TV)
- 1983 : Choices of the Heart (TV)
- 1986 : Of Pure Blood (TV)
- 1987 : Les Dents de la mer 4 (Jaws: The Revenge)
- 1992 : Striptease infernal (Somebody's Daughter) (TV)
- 1993 : Le Combat de Sarah (Skylark) (TV)
- 1998 : Crime and Punishment (TV)